# Tożsamość osobowa
Tożsamość osobowa – należy do kluczowych zagadnień filozoficznych, socjologicznych i pedagogicznych.
Lansowanie stylów życia, norm etycznych, światopoglądów, jak również wielorakość wizji człowieka sprawia, że wiek XX i początek trzeciego tysiąclecia, często są postrzegane jako okres kryzysu „ludzkiej tożsamości”. Przemiany powodują, że w wielu sytuacjach jest zauważalny problem utrzymania i utrwalania poczucia tożsamości społecznej, grupowej i zawodowej.

## Tożsamość
O tożsamości mówimy wtedy, gdy:
- coś z czymś jest identyczne;
- istnieje podobieństwo do kogoś, czegoś (ktoś jest jakby podobny do kogoś);
- upodabniamy się do kogoś lub czegoś, traktowanego jako wzór do naśladowania czy do osiągnięcia.

Według Słownika języka polskiego tożsamość znaczy tyle, co identyczność. Również w różnych wydawnictwach pedagogicznych, na przykład leksykonach, występują podobne określenia tożsamości. Wincenty Okoń stawia znak równości między tożsamością i identycznością. Przekłada definicje tożsamości na język logiki (tożsamość jako stosunek zachodzący między danym przedmiotem a nim samym) i filozofii (tożsamość jako to, co sprawia, że dany przedmiot jest całkowicie podobny do innego).
Dlatego tożsamość jest często rozumiana jako sprowadzanie nowej informacji do tego, co już wiem, co określa się jako identyfikowanie bądź utożsamianie. Z kolei w pedagogice społecznej. tożsamość (ang. identity, łac. idem – ‘ten sam’) oznacza niepodlegającą zmianom jednakowość, której podłożem jest głównie kod genetyczny. Również i w tym ujęciu pojęcie tożsamości jest traktowane niekiedy zamiennie z pojęciami identyfikacja i samookreślenie. Erik Erikson natomiast uważa, że tożsamość to poczucie, że jest się kimś szczególnym, a jednocześnie zintegrowanym w obrębie społecznego układu odniesienia, w którym się odgrywa określoną rolę.

## Tożsamość osobowa
Tożsamość jest też definiowana jako „zespół wyobrażeń, uczuć, sądów, wspomnień i projekcji podmiotu, który odnosi on do siebie. W pojęciu tym mieszczą się takie składniki, jak: samoświadomość jednostki, świadomość kontynuacji i pozostawania sobą w zmieniających się warunkach życia, świadomość uczestnictwa podmiotu w grupach społecznych, koncepcja siebie, zdolność do porównań interpersonalnych i grupowych”.
Jerzy Nikitorowicz twierdzi, że pojęcia tożsamość używa się w celu podkreślenia niepowtarzalności jednostki lub grupy. Tożsamość jednostkowa, osobowa (indywidualna) albo inaczej podmiotowa wyrasta z potrzeby unikatowości. Kształtuje się dzięki charakterystycznej dla człowieka potrzebie szukania i kreowania sensu życia.
Tożsamość człowieka, to wizja własnej osoby, trwałe przekonanie o tym, kim jest. Jednakże zawsze jest tak, że tożsamość jednostki kształtuje się w określonej grupie, pod wpływem konkretnej struktury.
Nie ma innej możliwości tworzenia obrazu siebie, koncepcji siebie czy identyfikowania się (przynależności), jeżeli nie ma grupy odniesienia, osób znaczących, dziedzictwa kulturowego. Dlatego też w literaturze, oprócz tożsamości podmiotowej, funkcjonuje pojęcie tożsamości grupowej, która jest sposobem określenia samego siebie poprzez przynależność do różnego rodzaju grup społecznych. Jednostka konstruuje bowiem swoje „ja” w obszarze wyznaczonym przez kulturę danej grupy i zbiorowości. To grupa czy zbiorowość dostarcza specyficznych kategorii do opisu siebie samej. W związku z tym tożsamość osobista jest odpowiedzią na pytanie dotyczące danych związków z płcią, wiekiem, rodziną, językiem, religią, wyznaniem, narodowością, wykształceniem, pracą, pozycją socjalnoekonomiczną, poglądami politycznymi itp.

## Grupa fundamentem tożsamości osobowej
Tożsamość czy identyfikowanie się z daną grupą społeczną lub zawodową jest więc tożsamością nabywaną (kształtowaną jako wynik socjalizacji i członkostwa w grupie) i, co należy podkreślić, świadomie wybieraną. Gdy szukamy odpowiedzi na pytania: kim jestem? Kim mam być? Kim mogę
być? Kim chcę być? Co powinno stanowić dla mnie największą wartość? – poszukujemy tożsamości. Najczęściej wymieniamy swoje cechy fizyczne i psychiczne, określamy własne poglądy i przekonania. Odwołujemy się do swojej przeszłości i planujemy przyszłość. W odniesieniu do zadawanych sobie pytań dokonujemy wyboru zachowań korespondujących z tymi pytaniami. Przypisujemy się również do określonej grupy ludzi bądź instytucji. Człowiek bowiem zawsze potrzebuje miejsca i identyfikacji ze swoim najbliższym otoczeniem. Zgodnie z wizją własnej osoby stawiamy sobie różne cele i wybieramy sposoby ich osiagania. Dążymy do tego, aby nasze myśli, odczucia i działania były takie, jak te preferowane w danej grupie. Widzimy siebie jako osobę, która odgrywa określoną rolę społeczną.
Kluczowe staje się wobec tego pytanie o sam sposób i jakość zakorzenienia w kulturze danej grupy, otwarcie na znaczenia i symbole w niej obowiązujące. Szczególnie interesują nas problemy: operowania językiem danej grupy; spójności ze środowiskiem, w którym żyjemy (wchodzenie, wrastanie w to środowisko); podporządkowania się normom obowiązującym w grupie; utrzymywania więzi emocjonalnych i intelektualnych z tą grupą, z tą instytucją, z tym światem; nabywania cech charakterystycznych dla danej grupy czy środowiska oraz identyfikowania się z tym wszystkim, co stanowi o ich swoistości. Również z tym wszystkim, co stanowi o swoistości odgrywanej przez nas roli społecznej. Konstruowanie tożsamości podyktowane wpływem kultury jest nieustającym procesem, wymagającym stałego zaangażowania jednostki.
Dochodzenie do własnej tożsamości jest długą, mozolną pracą nad sobą, a trudności w kreowaniu swojego „ja” są konsekwencją istniejących warunków społecznych, które nie zawsze stwarzają możliwości do samorealizacji, bo nie są wolne od konfliktów i zagrożeń, napięć i sprzeczności. Uczymy się zaspokajać potrzeby poprzez wrastanie w świat norm społecznych i wartości kulturowych.